# Kelvin Leerdam
Kelvin Leerdam (* 24. června 1990, Paramaribo, Surinam) je nizozemský obránce, který v současnosti působí v klubu Seattle Sounders FC.

## Klubová kariéra
Profesionální fotbalovou kariéru zahájil ve Feyenoordu, s nímž podepsal 6. června 2008 první profesionální smlouvu.
Po pěti letech ve Feyenoordu (míněno dle smlouvy) přestoupil v červenci 2013 jako volný hráč do Vitesse, kde podepsal tříletý kontrakt. Měl vynikající vstup do sezóny 2013/14, v prvních dvou ligových zápasech vstřelil po jedné brance. Skóroval v utkání proti Heracles Almelo (výhra 3:1) a RKC Waalwijk (prohra 2:4).

## Reprezentační kariéra
Kelvin Leerdam byl členem nizozemských mládežnických výběrů od kategorie U19.
V červnu 2013 byl nominován na Mistrovství Evropy hráčů do 21 let konané v Izraeli, kde Nizozemsko vypadlo v semifinále po porážce 0:1 s Itálií.